# 崇義県
崇義県（すうぎ-けん）は中華人民共和国江西省贛州市に位置する県。福建省の平和県と同じく、明の正徳12年（1517年）冬、王陽明の建議で設置された。

## 行政区画
- 鎮:横水鎮、揚眉鎮、過埠鎮、鉛廠鎮、長竜鎮、関田鎮
- 郷:竜勾郷、傑壩郷、金坑郷、思順郷、麟潭郷、上堡郷、聶都郷、文英郷、楽洞郷、豊州郷

## 交通

### 道路
- 高速道路
  - 厦蓉高速道路